# Юзеф Гужински
Ю̀зеф Гужѝнски (на полски: Józef Górzyński) е полски римокатолически духовник, доктор по богословие, викарен епископ на Варшавската архиепархия и титулярен епископ на Леонтиум (2013 – 2015), вармински архиепископ коадютор (2015 – 2016), вармински архиепископ митрополит от 2016 година.

## Живот
Юзеф Гужински е роден на 5 март 1959 година в село Желехов, близо до Гроджиск Мазовецки.
Ръкоположен е за свещеник на 2 юни 1985 година от кардинал Юзеф Глемп, примас на Полша. В следващите две години служи като викарий в енорията „Св. Николай“ в Груйец. Специализира литургика в Папския литургичен институт „Св. Анселм“ в Рим. Пре 1996 година защитава докторска дисертация в Академията за католическо богословие във Варшава на тема „Божията Майка в пасхалната мистерия, в светлината на пасхалния цикъл Collectio Missarium e Beata Maria Virgine“ (на полски: Matka Boża w misterium paschalnym w świetle formularzy Okresu Paschalnego Collectio Missarium e Beata Maria Virgine). Впоследствие започва да преподава литургика в Папския богословски факултет във Варшава. В периода 2004 – 2012 година е енорийски свещеник на енорията „Непорочно зачатие на Пресвета Дева Мария“ в столицата.
Приема епископско посвещение (хиротония) на 7 декември 2013 година във Варшавската архикатедрала от ръката на кардинал Кажимеж Нич, варшавски архиепископ, в съслужие с арх. Челестино Мильоре, апостолически нунций в Полша и Кажимеж Романюк, почетен епископ на Варшавско-Пражката епархия. На 10 февруари 2015 година папа Франциск го номинира за вармински архиепископ коадютор. Канонично встъпва в длъжност на 12 февруари. На 15 октомври 2016 година канонично приема задълженията на вармински архиепископ митрополит.